# Cemetary
A Cemetary egy svéd gothic metal együttes, melyet Mathias Lodmalm alapított 1989-ben. Néhány év múlva szerződést kötöttek a Black Mark Productions lemezkiadóval, és megjelentették első albumukat An Evil Shade of Grey címmel. A második lemezüket (Godless Beauty) 1993-ban, a harmadikat (Black Vanity) 1994-ben adták ki. Ezen az első három albumon még death metal volt hallható gothic hatásokkal keverve, de a negyedik lemezük óta (Sundown) már a gothic metal lett a meghatározó stílus. 1997-ben feloszlottak, majd 2004-ben újjáalakultak, és 2005-ben elkészítették utolsó albumukat a Phantasmat.

## Diszkográfia
- Incarnation Of Morbidity (demo) (1990)
- In Articulus Mortis (demo) (1991)
- An Evil Shade of Grey (1992)
- Godless Beauty (1993)
- Black Vanity (1994)
- Sundown (1996)
- Last Confessions (1997)
- Sweetest Tragedies (1999)
- The Beast Divine (2000)
- Phantasma (2005)

## Tagok
- Mathias Lodmalm
- Juha Sievers
- Zriuko Culjak
- Christian Saarinen
- Anton Hedberg
- Markus Nordberg
- Thomas Josefsson
- Anders Iwers
- Christian Silver
- Vesa Kenttakumpu
- Manne Engstrom

## Fordítás
- Ez a szócikk részben vagy egészben  a   Cemetary című angol Wikipédia-szócikk fordításán alapul.  Az eredeti cikk szerkesztőit annak laptörténete sorolja fel. Ez a jelzés csupán a megfogalmazás eredetét és a szerzői jogokat jelzi, nem szolgál a cikkben szereplő információk forrásmegjelöléseként.

## Külső hivatkozások
- Black Mark Productions
- Mathias Lodmalm on MySpace
- - Metal Archives page